# Larim

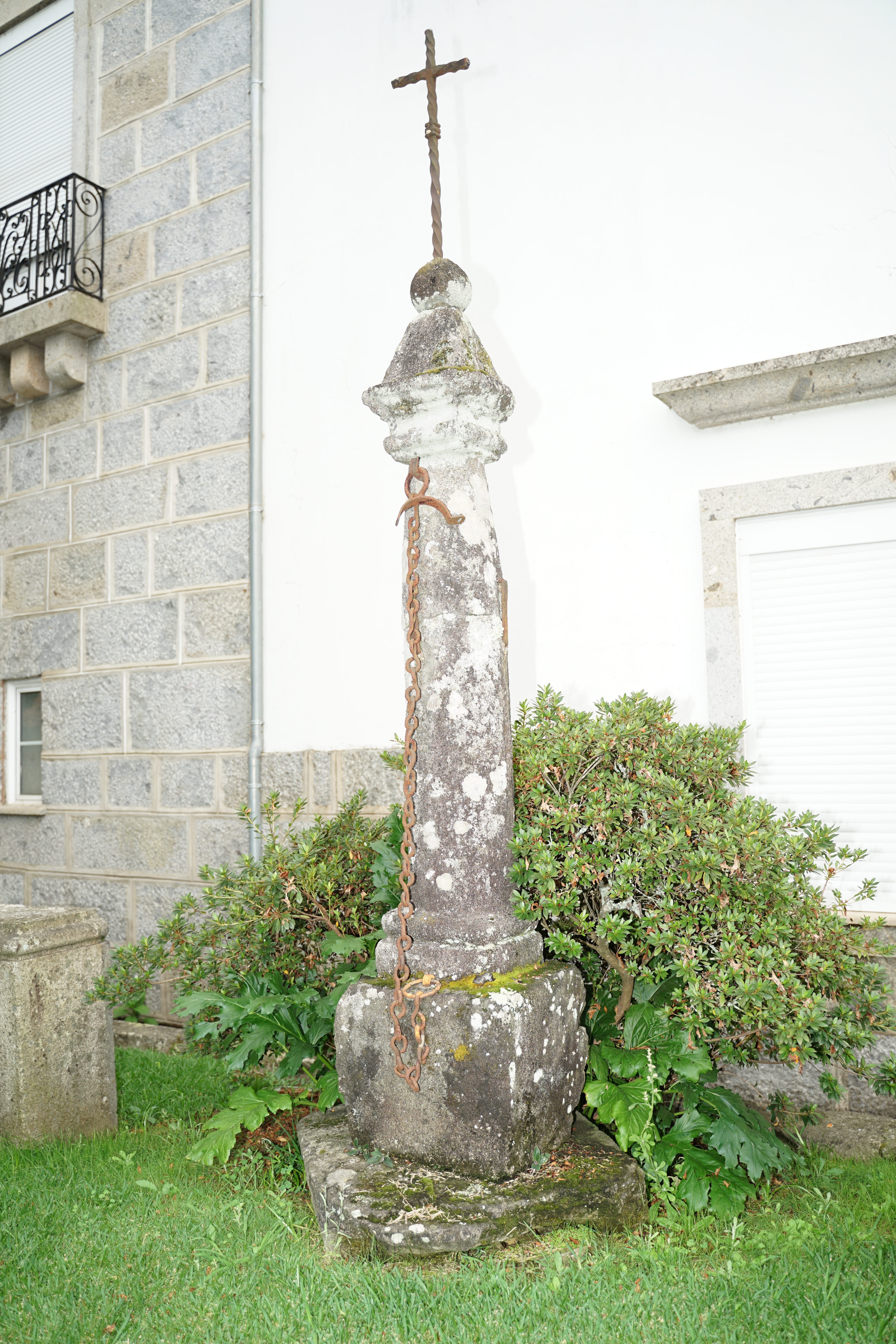
Pelourinho de Larim

Larim foi um concelho com sede na actual freguesia de Soutelo, do município de Vila Verde. Teve foral em 1514 e foi extinto no início do século XIX, sendo integrado no concelho de Vila Chã e Larim. Era constituído pelas freguesias da sede e de Turiz. Tinha, em 1801, 1 261 habitantes.
A carta foral foi atribuída pelo rei Dom Manuel I a 6 de Outubro de 1514, em conjunto com mais duas cartas forais a concelhos contíguos: Vila Chã e Penela, todos terras da Casa de Bragança.
Larim era constituído por duas freguesias Soutelo, Turiz e uma parte pequena da Lage.
A particularidade da carta foral é que D. Manuel não tem uma mão tão pesada em questão de rendas e impostos como noutros concelhos que são de outros senhores.
Os impostos tinham muito a ver com as culturas da época. Na carta foral, fica-se a saber as rendas que eram pagas pelos reguengos que o rei permitia cultivar, no dia de S. Martinho.